# Байсангур Бенойський
Байсангур Бенойський (чеч. Бенойн БойсгӀар, нар. 1794, Беной, Чечня — пом. 3 березня 1861, Хасав'юрт, Дагестан) — чеченський полководець XIX століття, наїб імама Шаміля, учасник Кавказької війни 1817—1864 років.

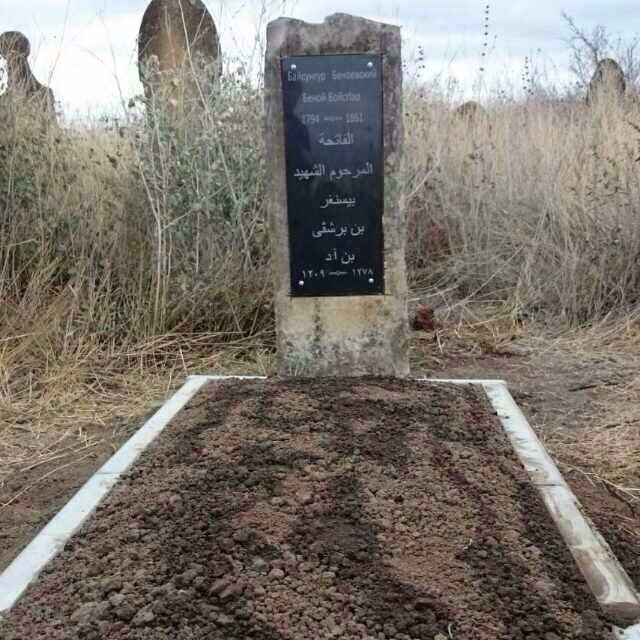

У боях з російськими військами він втратив одну руку, ногу і одне око. Щоб він міг триматися в сідлі його прив'язували до коня. 25 серпня 1859 після облоги у фортеці Гуніб імам Шаміль вирішив здатися в полон. Після здачі Шаміля в полон Байсангур разом зі своїм загоном прорвався через оточення царських військ і пішов у Чечню.
8 травня 1860 Байсангур і колишні наїби Шаміля Ума Дуєв і Атаба Атаєв підняли нове повстання в Чечні. У червні того ж року загін Байсангура і Солтамурада завдав поразки військам російського генерал-майора Муси Кундухова в бою біля містечка Пхачу. Повстанці Атаба Атаєва блокували укріплення Євдокімовське, а загін Уми Дуєва звільнив від росіян аули Аргунської ущелини. Загальні сили повстанців досягали в той момент 1500 осіб. У листопаді проти них було кинуто 8 сотень козаків, 9 батальйонів піхоти, 4 стрілецькі роти і 9 гармат.